# Fredriksten
La fortezza di Fredriksten  è una struttura difensiva militare risalente al  XVII secolo, sita nel territorio del comune norvegese di Halden. Essa si trova su un'altura che domina la città portuale.

## Storia

### Origine
La fortezza venne eretta a metà del XVII secolo dal regno di Danimarca-Norvegia, ai tempi del re  Federico III di Danimarca-Norvegia, per rimpiazzare la fortezza confinaria di Bohus, a Kungälv, sul confine fra Norvegia e Svezia, che era stata ceduta agli svedesi insieme alla provincia di Bohuslän a seguito del trattato di Roskilde del 1658. La fortezza prese il nome dal re Federico, così come fu per la cittadina di Halden, che dal 1665 si chiamò Fredrikshald, conservando questo nome fino al 1928.

### La guerra del Nord dal 1655 al 1661
Al termine della seconda guerra del nord, Carlo X di Svezia, che aveva firmato il trattato di Roskilde in mala fede, attaccò Copenaghen già nell'agosto 1658. Sotto i suoi ordini nel settembre il nuovo governatore svedese di Bohuslän iniziò l'invasione della Norvegia con 1.500 uomini, nel tentativo di occupare Halden, ma gli abitanti della città norvegese opposero una fiera resistenza, che costrinse le forze svedesi a ritirarsi nel Bohuslän.
Cinque mesi dopo, tuttavia, gli svedesi attaccarono nuovamente. Già dal primo attacco la guarnigione era stata rafforzata e anche questa volta, sotto il comando di Tønne Huitfeldt, le forze norvegesi respinsero l'attacco svedese. Contemporaneamente Huitfeldt aveva iniziato la costruzione di una cittadella fortificata, chiamata Cretzenstein e successivamente ribattezzata Fredriksten.
Ai primi di gennaio del 1660 gli svedesi attaccarono Halden per la terza volta, volendo utilizzare la città come base per la loro avanzata sulla fortezza di Akershus, presso Christiania. Le richieste svedesi di ottenere la resa della guarnigione non sortirono effetto. Non riuscendo a conquistare la fortezza d'assalto, gli svedesi vi posero l'assedio. Bersaglio dei pesanti bombardamenti svedesi, gli abitanti chiesero a Huitfeldt di arrendersi, ma questi, confidando nella forza della guarnigione, ammontante a circa 2100 uomini, non acconsentì. Il 22 febbraio 1660 gli svedesi dovettero ripiegare per la terza volta nel Bohuslen, dove appresero che il loro re Carlo X era deceduto. I negoziati per la pace furono riaperti. Gli svedesi chiesero che la Norvegia evacuasse il territorio ad est del  fiume Glomma, il cui corso avrebbe costituito il nuovo confine tra i due stati. Con l'intervento del governatore della Norvegia Hannibal Sehested si giunse alla formulazione del trattato di Copenaghen, che confermava, migliorandolo a favore dei Norvegesi, il precedente trattato di Roskilde, riportando sotto la sovranità della Danimarca-Norvegia la regione di Trøndelag.

### Migliorie alla fortezza fra il 1673 e il 1675

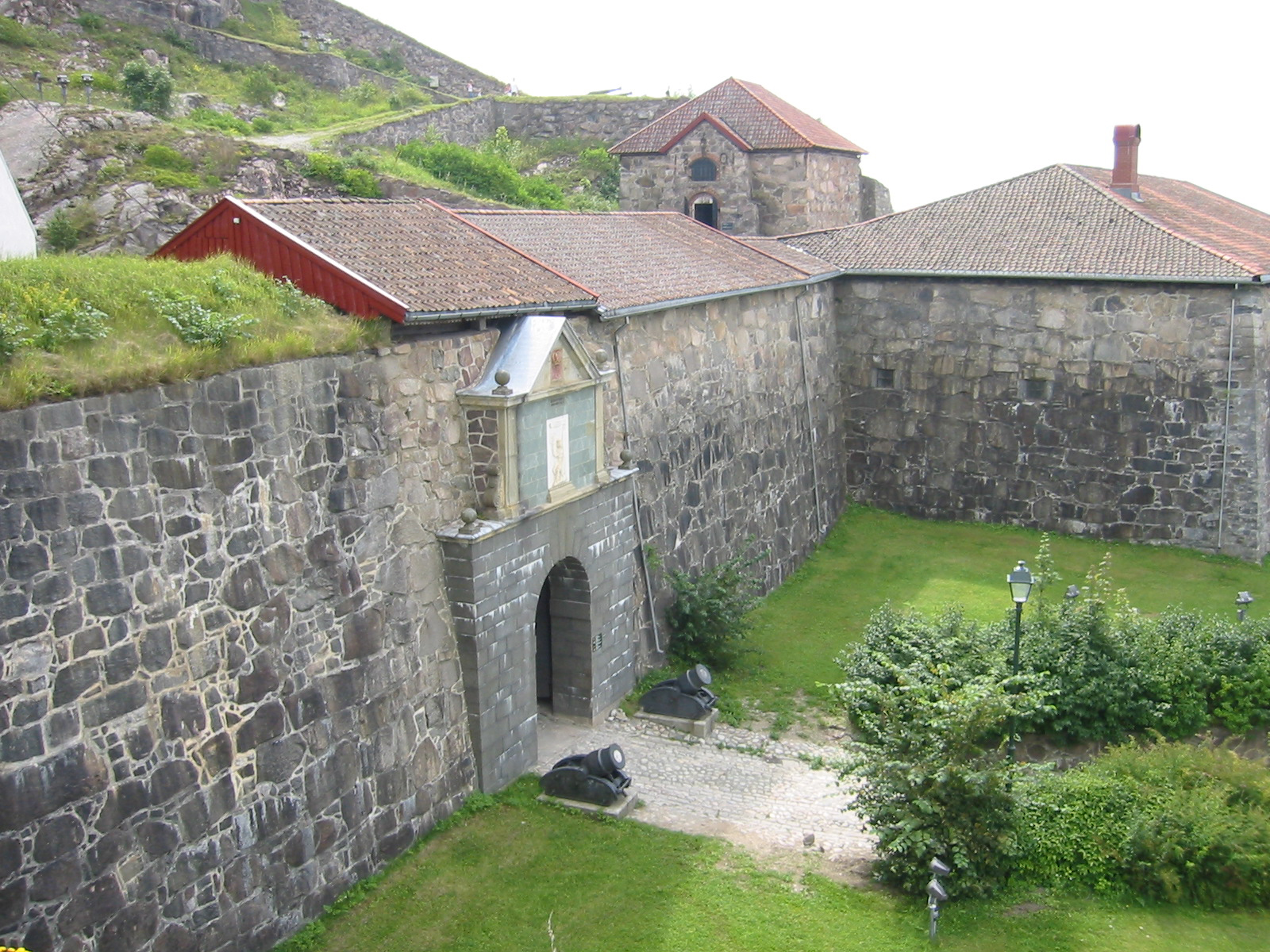
Fredriksten, Halden

Il complesso "a stella" della fortezza fu migliorato durante il periodo di pace fra il 1661 ed il 1675.
Nel 1673 la Danimarca inviò Ulrik Frederik Gyldenløve come statholder per organizzare le forze armate e rafforzare le difese del regno. Egli suggerì il rafforzamento di entrambe e nell'estate del 1675, 1800 uomini erano al lavoro nelle fortezze ad Akershus, Fredrikstad e Fredrikshald.

### La Guerra di Scania dal 1675 al 1679
Allo scoppiare della guerra di Scania nel 1675, ad Halden furono concentrati 4.000 uomini agli ordini del generale  barone Russenstein. Nel 1676 le truppe norvegesi rioccuparono la provincia di Bohuslän. Nel luglio del 1677 Gyldenløve prese la fortezza a Marstrand e unì le sue forze a quelle del generale norvegese Løvenhjelm, marciando nel Bohuslen con il grosso dell'esercito norvegese. Qui sconfissero un esercito svedese, forte di 8000 uomini, al comando del generale de la Gardie. Una forza militare norvegese rioccupò anche la provincia del Jämtland, ma dovette poi ritirarsi per ordine del re. Non furono necessarie attività difensive a Fredriksten, non avendo alcuna forza militare svedese attraversato il confine.

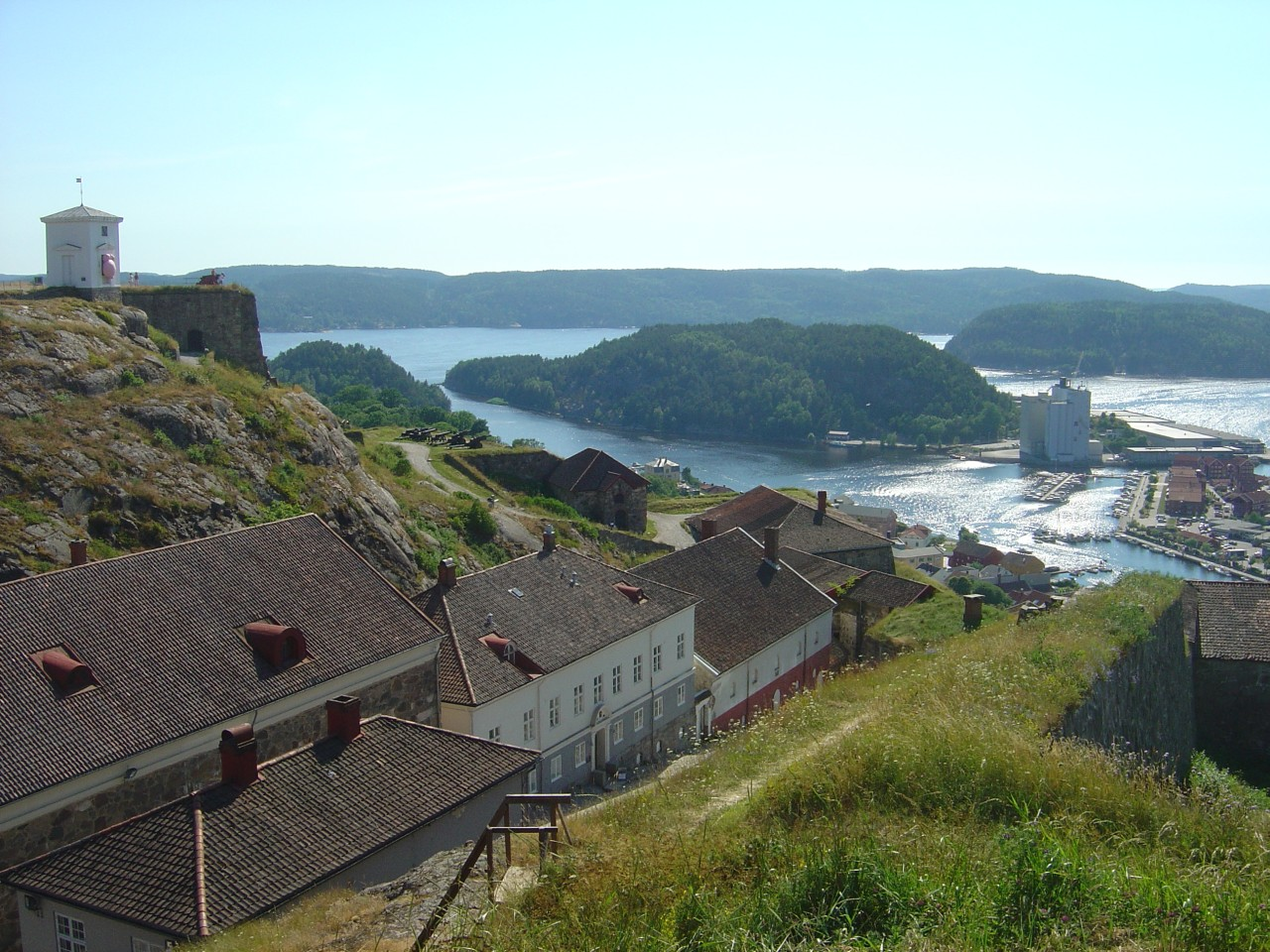
La fortezza di Fredriksten – vista della città di Halden dalla cima della fortezza

### La grande guerra del Nord dal 1700 al 1721
Alla fine della  grande guerra del Nord, l'esercito norvegese era stato indebolito agli inizi del 1716, con il dirottamento di 5000 dei migliori soldati in Danimarca. Quando giunsero voci a Cristiania che il re di Svezia Carlo XII si preparava ad invadere la Norvegia, tutte le rimanenti truppe in Østerdal e Gudbrandsdal ricevettero l'ordine di attestarsi presso il confine ad Halden e Fredrikstad. I norvegesi si aspettavano l'invasione svedese a Kongsvinger, alla fortezza di Basmo e/o ad Halden. Fu a Basmo che Carlo XII attaccò, attraversando il confine l'8 marzo 1716. La tattica norvegese della terra bruciata e le azioni di guerriglia, operate dagli abitanti del Bohuslen, volte a interrompere la catena dei rifornimenti svedesi, privò Carlo di vettovaglie ed armi, mentre le fortezze dietro le sue linee, ancora in mano norvegese, ne minacciavano sia le linee di rifornimento che un'eventuale ritirata. Carlo occupò Oslo ma senza l'appoggio di artiglieria pesante, non riuscì a conquistare la fortezza di Akershus.
Dopo un breve periodo di occupazione, Carlo tornò sui suoi passi nella Norvegia del sud, con l'obiettivo di conquistare Frederiksten. Questo avrebbe rimosso la minaccia principale alle sue spalle e la fortezza nelle sue mani sarebbe stata utilizzata come base per una nuova offensiva più tardi. La conquista dei porti sulla foce del fiume Glomma gli avrebbe consentito di sbarcare le necessarie provviste per un assedio vittorioso della fortezza di Akershus.
Le truppe di Carlo tentarono di occupare la fortezza di Frederiksten con un assalto diretto il 4 luglio. Le sue truppe avevano conquistato la città dopo aspri combattimenti, ma i cittadini diedero fuoco alle loro case, costringendo Carlo, incapace di conquistare la fortezza, a ritirarsi e ad attendere l'arrivo di artiglieria pesante da assedio. Sfortunatamente per lui l'intera flotta da carico svedese venne catturata o distrutta dal capitano di marina norvegese Peter Tordenskjold nella battaglia di Dynekilen in Bohuslen. A corto di rifornimenti, Carlo si ritirò rapidamente attraverso lo Svinesund, bruciando i ponti alle sue spalle. Il 12 luglio 1716 tutte le truppe svedesi avevano evacuato la zona intorno a Fredriksten.

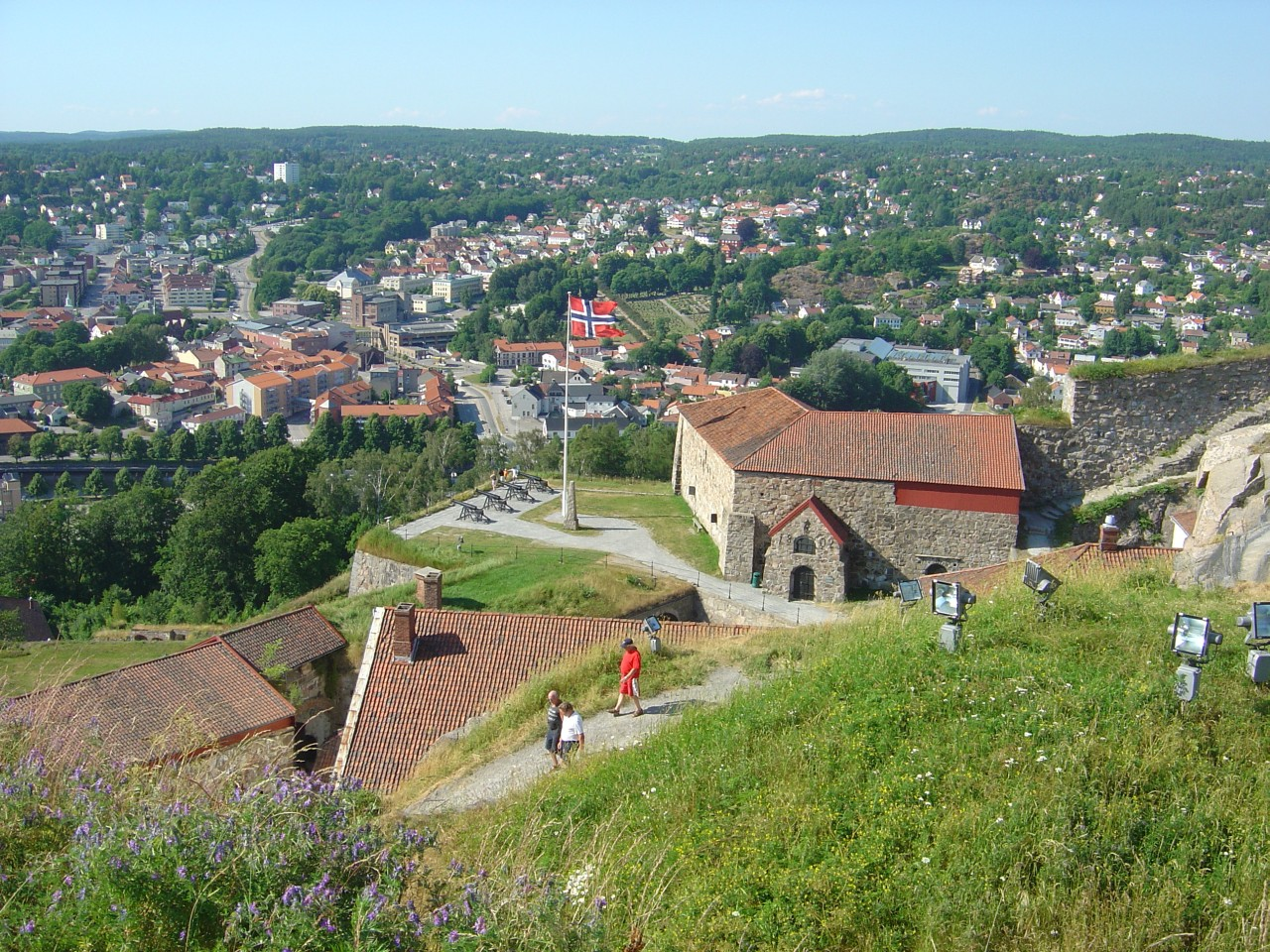
Fortezza di Fredriksten – dettagli verso la città

Nell'autunno del 1718 Carlo attaccò ancora una volta la Norvegia, intendendo occupare prima Halden, per poter poi porre sotto assedio Akershus, ma voleva anche evitare il fiasco occorsogli due anni prima. I 1400 uomini della guarnigione di Frederiksten combatterono strenuamente per ricacciare gl'invasori, ma subirono un forte smacco quando, l'8 dicembre la fortificazione avanzata di Fort Gyldenløve cadde in mani nemiche. Incoraggiato dal successo ottenuto duramente, l'esercito svedese intensificò i suoi sforzi per conquistare la parte principale della fortezza. Le trincee svedesi avevano quasi raggiunto i muri della fortificazione principale, quando una sera dell'11 dicembre (30 novembre, secondo il calendario svedese) del 1718, Carlo XII venne colpito ed ucciso da una fucilata mentre ispezionava i lavori. La morte del re pose fine agli attacchi contro Fredriksten e gli assedianti si ritirarono, il che pose fine alla guerra. Nel punto ove Carlo XII cadde colpito a morte, di fronte alla fortezza, sorge un monumento alla memoria.
Nel 1788 la fortezza fu utilizzata come base di addestramento per un finto attacco alla Svezia durante la cosiddetta "guerra dei mirtilli" (o "guerra del teatro").
Nel 1814, durante la guerra svedese-norvegese, la fortezza venne bombardata ma non occupata. Le forze svedesi di Carlo XIV Giovanni di Svezia in avanzamento la oltrepassarono, lasciando un contingente che cercò di costringere con la forza la guarnigione ad arrendersi, ma questa, con il suo comandante, tennero botta. La fortezza passò tuttavia agli svedesi dopo la Convenzione di Moss. La fortezza tornò in mani norvegesi solo nel 1964 e la sua bandiera del 1814 è conservata nel museo allestito nella fortezza.

## La fortezza oggi

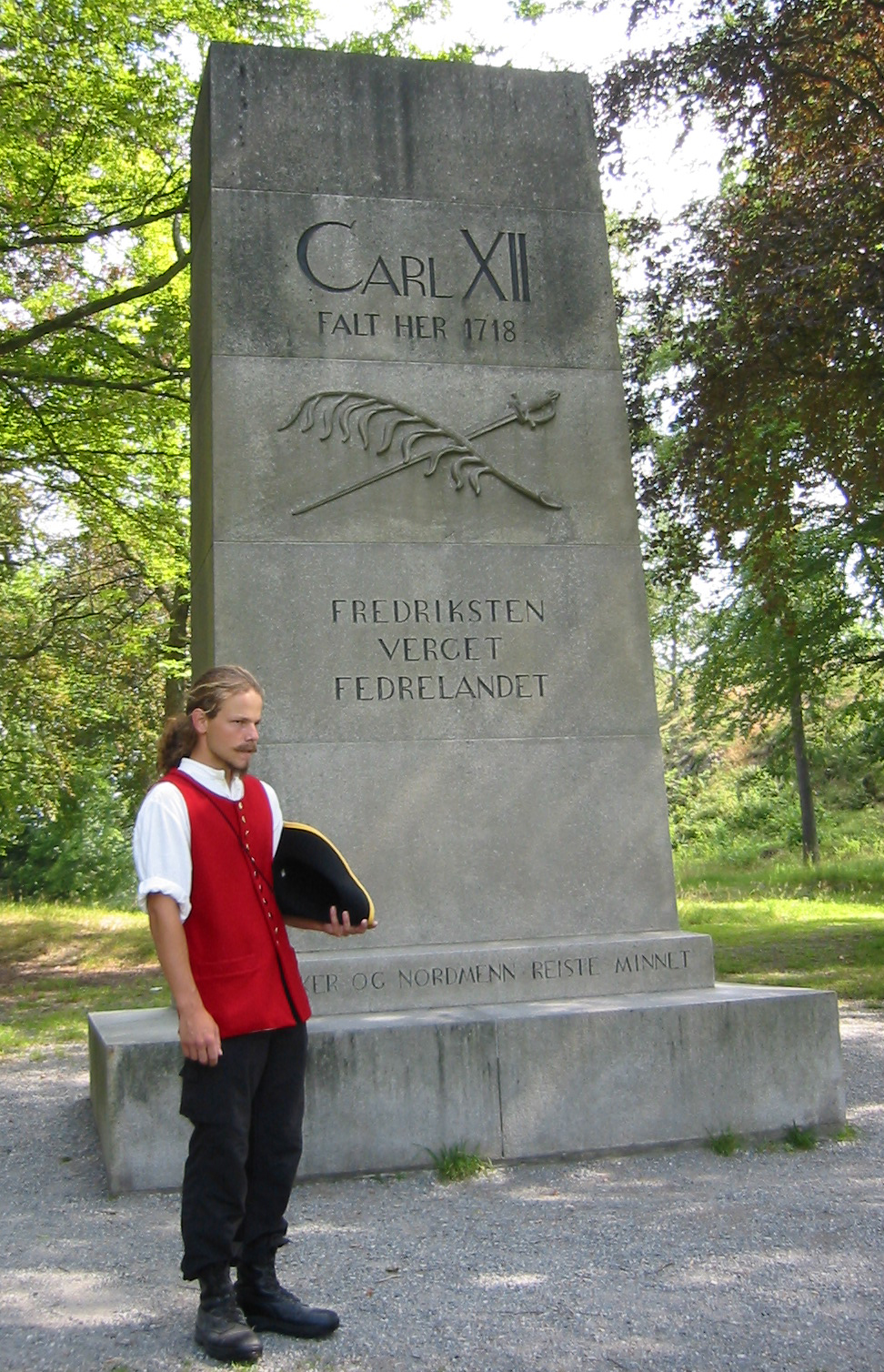
Monumento in ricordo di Carlo XII davanti alla fortezza di Fredriksten

Dopo il 1905 la fortezza ha perso ogni significato militare, ma ospita ancora alcune unità militari. Ancor oggi un ufficio logistico ed amministrativo della difesa norvegese è situato nella fortezza. Essa ospita anche alcuni musei e mostre d'arte. Durante la stagione estiva vengono organizzati al suo esterno concerti di musica classica e contemporanea.

## Allsång på Grensen
Dall'estate del 2007 a quella del 2022, si tenne ogni anno l'Allsång på Grensen, un evento musicale basatosi sul programma svedese Allsång på Skansen che vede decine tra gli artisti musicali più popolari nel Paese esibirsi davanti al pubblico. Sempre in onda su TV 2, il programma era affidato alla conduzione di Katrine Moholt.